# Vasile Miriuță
Vasile Miriuță (ur. 19 października 1968 w Baia Mare) – węgierski piłkarz rumuńskiego pochodzenia.
W reprezentacji Węgier rozegrał 9 meczów i strzelił 1 bramkę.